# Iria: Zeiram – The Animation
Iria: Zeiram – The Animation ist eine sechsteilige Anime-Serie aus dem Jahr 1993, die als Original Video Animation direkt auf VHS veröffentlicht wurde. Die Serie basiert auf dem japanischen Science-Fiction-Realfilm Zeiram von 1991. Regie führte Tetsurou Amino und das Charakterdesign stammt von Masakazu Katsura.
In Deutschland ist die Serie mit deutschen Untertiteln bei Anime Virtual auf zwei DVDs und drei VHSs erschienen. Die deutsche Fassung hat eine FSK von 16 Jahren.

## Handlung
Iria und ihr Bruder leben im Sonnensystem Mice und verdienen ihren Lebensunterhalt als Kopfgeldjäger. Sie bekommen den Auftrag eine Geiselnahme auf einen Raumschiff zu beenden und treffen dabei auf das legendäre Monster Zeiram.

## Charaktere
- Iria eine angehende Kopfgeldjägerin, welche ihren Bruder nacheifert, sie hat noch keine Kopfgeldjäger Lizenz, da sie noch minderjährig ist.
- Glen ist der ältere Bruder von Iria, welcher sie als Kopfgeldjägerin ausbildet und sie als Unterstützung für sich arbeiten lässt solange sie noch keine Lizenz hat.
- Bob ist der Partner von Glen, wird im ersten Kampf gegen Zeiram schwer verwundet.
- Fujikuro ist ebenfalls ein Kopfgeldjäger, bevorzugt es aber eher allein zu arbeiten.

## Synchronisation
| Rolle    | Japanischer Sprecher (Seiyū) |
| -------- | ---------------------------- |
| Iria     | Aya Hisakawa                 |
| Glen     | Jūrōta Kosugi                |
| Bob      | Masaru Ikeda                 |
| Fujikuro | Shigeru Chiba                |
| Kei      | Mika Kanai                   |
| Komimasa | Chika Sakamoto               |
| Zeiram   | Wataru Takagi                |